# Sambandsmedel
Sambandsmedel, militär benämning på utrustning för samband i meningen informationsöverföring, till exempel telefoni, radio och radiolänk. En civil term är närmast kommunikationsutrustning.